# 南昌地铁1号线电客车
南昌地铁1号线电客车是一款由中国北车长春轨道客车设计制造的轨道交通列车，服务于南昌地铁1号线。

## 概要
1号线使用B车，设计最高时速为80km/h，初期将配置27列列车，每列6节编组共162辆。车厢宽2.8米，高3.8米，车体有效长度19米，高峰期能达到2分钟一班，车辆将使用4动2拖。

### 一期
2013年10月30日南昌地铁运行方确认1号线一期列车将由长春轨道客车制造，于9月底完成设计，计划首列车辆将于2014年7月1日达到南昌；1号线列车的车头以“灿烂的笑容”为设计基础，意为“南昌笑脸”。
2014年6月6日在有网友在长客抓拍到1号线16车，随后6月20日1号线首列列车正式亮相；首列列车通过公路大货车运送于2014年6月28日抵达南昌，7月1日入库。
一期的27列列车中只有24辆投入每日正常运营，另外两辆为备用，还有一辆为预留检修列车。
根据后期对首列列车的调试图确认首列列表的编号为“01011-01012-01013-01014-01015-01016”。
计划在2014年10月底抵达南昌的2、3列车于11月2日下午3点和11月3日下午4点抵达瑶湖定修段；和首列不同的是这两列由长春通过铁路达到向塘站的货场（另一说向塘西站可能是报道者将两个车站混为一谈因为向塘西站是编组站）在通过汽车运送到瑶湖定修段。
2014年12月第4、5列车抵达瑶湖定修段
2015年1月5日第6、7列车入库。
2015年3月12日第10、11列列车入库。
2015年4月29日至30日第14、15列列车入库
2015年6月12日第16、17列列车入库。
2015年7月6日第18、19列列车入库。
2015年8月24日第22、23列列车入库。
2015年12月初南昌北车轨道装备有限公司完成首列列车，编号为26号，据称1号线将由南昌北车制造3列列车。
2016年3月10日第27列列车交付。

### 一期增购
2017年7月28日《南昌轨道交通1号线一期车辆增购工程咨询项目》采购公告。
2019年4月30日《南昌轨道交通1号线一期增购及4号线一期工程车辆招标项目》招标公告，将增购12列/72辆，同年7月公布中车长春轨道客车股份有限公司中标。
2020年中期新车陆续上线，外观上除扶手杆设计稍微有所变动外无明显区别，均由江西中车长客轨道车辆有限公司生产。

### 二期
2024年06月28日南昌地铁1、2号线延长线首列车0140入库。
2025年3月前后二期新车上线运营，闪灯图改为LCD显示器，车载电视也改为更大的宽屏电视。

## 编组
|              | 南昌地铁1号线电客车 ←瑶湖西方向双港方向→ |             |            |            |             |             |
| 车厢编号     | 1                                        | 2           | 3          | 4          | 5           | 6           |
| 受电弓       | 无                                       | 有          | 无         | 无         | 有          | 无          |
| 形式區分     | 01XX1 (Tc1)                              | 01XX2 (Mp1) | 01XX3 (M1) | 01XX4 (M2) | 01XX5 (Mp2) | 01XX6 (Tc2) |
| 牵引辅助系统 | SIV                                      | VVVF        | VVVF       | VVVF       | VVVF        | SIV         |
| 載客量       | 230人                                    | 250人       | 250人      | 250人      | 250人       | 230人       |

范例
- Tc：带司机室的拖车
- Mp：带受电弓有动力的动车
- M：不带受电弓有动力的动车
- VVVF：主控制裝置（VVVF 變頻器）
- SIV：DC-DC變流器
- 部分列车方1号车厢朝双港方向。

### 列车编号
南昌地铁列车的编号采用五位数字组成；千位和万位表示线路代码，十位和百位为编组代码，个位表示车节代码。
| 万       | 千       | 百       | 十       | 个       |          |
| 线路代码 | 线路代码 | 编组代码 | 编组代码 | 车节代码 | 车节代码 |

| 南昌地铁1号线电客车编号列表 | 南昌地铁1号线电客车编号列表                   | 南昌地铁1号线电客车编号列表 |
| --------------------------- | --------------------------------------------- | --------------------------- |
| 一期                        | 01011 - 01012 - 01013 - 01014 - 01015 - 01016 | 共27列 01-27                |
| 一期                        | ~                                             | 共27列 01-27                |
| 一期                        | 01271 - 01272 - 01273 - 01274 - 01275 - 01276 | 共27列 01-27                |
| 增购                        | 01281 - 01282 - 01283 - 01284 - 01285 - 01286 | 共12列 28-39                |
| 增购                        | ~                                             | 共12列 28-39                |
| 增购                        | 01391 - 01392 - 01393 - 01394 - 01395 - 01396 | 共12列 28-39                |
| 二期                        | 01401 - 01402 - 01403 - 01404 - 01405 - 01406 | 共26列 40-65                |
| 二期                        | ~                                             | 共26列 40-65                |
| 二期                        | 01641 - 01642 - 01643 - 01644 - 01645 - 01646 | 共26列 40-65                |
| 二期                        | 01651 - 01652 - 01653 - 01654 - 01655 - 01656 | 共26列 40-65                |

## 车辆数据
- 类型：B2型地铁车辆
- 制造商：中国北车长春轨道客车
- 数量：162辆/27列
- 车辆编号：
- 制造年份：2013年9月[46][47]至今
- 投入运营：预计2015年底
- 涂装：白色为主色调，两边各有一条红色带饰带。
- 列车编组：6节编组（＋Tc－Mp1－M1=M2－Mp2－Tc＋）[48]
- 营运时速：80 km/h
- 设计时速：90 km/h
- 定员：司机室车辆：230人/无司机室车厢：250人
- 车辆长度：一节：20米，一列：120 m
- 车辆宽度：2.8 m
- 车辆高度：3.8 m
- 轨距：1,435mm
- 转向架：CW2100(D) 型转向架[49]
- 车体材质：铝合金车体
- 供电制式：直流 1500 V（接触网供电）
- 受流方式：QG-120(B-NCL1) 型单臂受电弓[50]